# Nanna Johansen
Nanna Mølbach Johansen (* 19. November 1986) ist eine ehemalige dänische Fußballspielerin.

## Karriere

### Vereine
Johansen spielte zuletzt – bis zum Spielzeitende 2006 – für den IK Skovbakken in der 3F Ligaen, bevor sie sich nach Schweden begab. Dort kam sie in der angelaufenen Spielzeit 2006 für den Malmö FF Dam und in der Spielzeit 2007 für den LdB FC Malmö in der Damallsvenskan, der höchsten Spielklasse im schwedischen Frauenfußball, zum Einsatz. Erst im Jahr 2014 trat sie ein zweites Mal für den IK Skovbakken in Erscheinung. 

### Nationalmannschaft
Als Nationalspielerin debütierte Johansen in der U17-Nationalmannschaft, die am 8. April 2003 in Plön das in Freundschaft ausgetragene Länderspiel gegen die U17-Nationalmannschaft Deutschlands mit 0:2 verlor. Zwei Tage später kam sie gegen diese Mannschaft in Bad Oldesloe bei der 0:4-Niederlage ein zweites Mal zum Einsatz. Zwei Spiele im Turnier um den Nordic-Cup und drei weitere in Freundschaft ausgetragenen Länderspiele rundeten ihre Einsätze in dieser Altersklasse ab.
Die nachfolgenden zehn Länderspiele vom 15. März bis zum 2. Oktober 2004 erfolgten dann für die U19-Nationalmannschaft, die ein Freundschaftsspiel (3:3 vs. Schweiz; am 8. September in Altbüron), drei Turnierspiele in La Manga del Mar Menor im März, sowie insgesamt sechs EM-Qualifikationsspiele, jeweils drei im April sowie zwei im September und eins im Oktober, in denen sie insgesamt fünf Tore erzielte, beinhalteten. Für die U21-Nationalmannschaft kam sie im Juli 2005 in vier Spielen im Turnier um den „Open Nordic Cup“ in Schweden zum Einsatz. Im abschließenden vierten Spiel bei der 1:2-Niederlage gegen die U21-Nationalmannschaft Schwedens am 26. Juli erzielte sie das Tor zur 1:0-Führung in der 38. Minute.
Zu diesem Zeitpunkt hatte sie bereits zehn A-Länderspiele bestritten, ihr erstes am 10. März 2005 im ersten von zwei Spielen der Gruppe B im Turnier um den Algarve-Cup sowie abschließend im Spiel um Platz 5, das gegen die Nationalmannschaft Norwegens am 15. März verloren wurde. Des Weiteren war sie auch in vier Freundschaftsspielen und in drei Spielen der Gruppe A der Europameisterschaft zum Einsatz gekommen. Nach ihren vier Spielen im Turnier um den Algarve-Cup 2006 wurde sie zuvor und danach in jeweils drei Spielen der WM-Qualifikationsgruppe 3 eingesetzt. Ein Freundschaftsspiel am 2. August 2006 (1:2 vs. Norwegen; in Lyngdal), drei Spiele im Turnier um den Peace Queen Cup in Südkorea (1:1 vs. Vereinigte Staaten; am 29. Oktober in Busan, 1:0 vs. Niederlande und 2:1 vs. Australien; am 31. Oktober und 2. November jeweils in Seoul), die ersten beiden Spiele der Gruppe A im Turnier um den Algarve-Cup 2007 sowie jeweils ein EM- und WM-Qualifikationsspiel, letzteres erst nach sechseinhalb Jahren, am 10. April 2014, beim 1:1-Unentschieden gegen die Schweizer Nationalmannschaft in Aarau, rundeten ihre Länderspielkarriere ab. Gegen diese Mannschaft gelangen ihr auch ihre einzigen drei Tore, beim 7:2-Sieg am 27. April 2005 in Vildbjerg.